# Donje Planjane
Donje Planjane – wieś w Chorwacji, w żupanii szybenicko-knińskiej, w gminie Unešić. W 2011 roku liczyła 37 mieszkańców.